# قلعه عبدالله (شاهرود)
قلعه عبدالله یکی از روستاهای شهرستان شاهرود در استان سمنان ایران است.
این روستا در دهستان خرقان در بخش بسطام جای دارد. جمعیت روستای قلعه عبدالله بر پایه نتایج سرشماری سال ۱۳۹۵ برابر با۲۰۰۰ نفر بوده است.